# نص حجاجي
النص الحجاجي (بالفرنسية: texte argumentatif)‏ والمعروف أيضًا بالنص الجدلي، هو أسلوب كتابة يحلل ويناقش ويعبر عن الآراء ويطرح الأطروحات. من خلال تقديم الحقائق، والاستدلال، والتمييز بين الصواب والخطأ، وإعطاء الأمثلة، يحدد المؤلف ما إذا كانت وجهة نظر معينة صحيحة أم خاطئة، ويؤيد أو ينفي اقتراحًا معينًا. يتميز النص الحجاجي بوجهات النظر الواضحة، والحجج الكافية، والحجج المنطقية، والمنطق الصارم. ويهدف النص الحجاجي للوصول لخلاصة للموضوع بعد عرض جميع الأطروحات ومناقشتها.